# Хорольский район (Приморский край)
Хоро́льский райо́н — административно-территориальная единица (район) в Приморском крае России. В рамках организации местного самоуправления ему соответствует муниципальное образование Хорольский муниципальный округ (с 2004 до 2020 гг. — муниципальный район).
Административный центр — село Хороль.

## География
Расположен в центре Приморского края. Граничит на северо-востоке со Спасским, на востоке — с Черниговским, на юге и юго-западе — с Михайловским, на юго-западе — с Октябрьским, на западе — с Пограничным, на северо-западе — с Ханкайским районами. На севере граница проходит по береговой линии озера Ханка. Общая протяженность границ составляет примерно 354,3 км, из них 327,0 км — сухопутная часть и 27,3 км — водная часть границы.
Общая площадь — 1 968,6 км².
Север и восток района занимает Приханкайская равнина. В центральной части, на западе и юге располагаются мелкосопочные массивы с высотами 200—300 м над уровнем моря. Высшая точка — г. Сергеевка 410 м, расположена на западной границе района.
На территории района немного рек, все они мелководные и часто перемерзают зимой. Наиболее крупные реки протекают по границе района — Илистая, Нестеровка, Абрамовка.

### Климат
Климат умеренный, муссонный. Средняя температура в январе −28 в июле +30. Годовое количество осадков около 500 мм с максимумом в летне-осенний период.

## История
Район был образован Постановлением ВЦИК от 25 января 1935 года и Постановлением Президиума Дальневосточного крайисполкома от 23 марта 1935 года № 390, центром стало село Хороль.
В разные годы район возглавляли:
- Магдий (1935—1937 гг.)
- Даниленко (1937—1946 гг.)
- Бычок (1946—1948 гг.)
- Бурый (1948—1951 гг.)
- Продан (1951—1953 гг.)
- Кантур Федор Филиппович (1953—1958 гг.)
- Пилюгин Петр Прокофьевич (1958—1959 гг.)
- Казаков (1959—1961 гг.)
- Власов Михаил Иванович (1961—1964 гг.)
- Шестаков Андрей Иванович (1964—1965 гг.)
- Горбунов Николай Егорович (1965—1973 гг.)
- Сарамутов Виктор Сергеевич (1973—1983 гг.)
- Блинов Эдуард Николаевич (1983—1984 гг.)
- Серов Владимир Борисович (1984—1985 гг.)
- Черкашин Юрий Сергеевич (1985—1987 гг.)
- Вильчинский Леонид Платонович (1987—1991 гг.), председатель райисполкома
- Вильчинский Леонид Платонович (1991—1996 гг.), глава администрации района
- Якуша Александр Владимирович (1996—2004 гг.)
- Андрейченко Валерий Леонидович (2004—2009 гг.)
- Губайдуллин Алексей Анатольевич (с 2009 г. по н/в)

## Население
| 1939    | 1959    | 1970    | 1979    | 1989    | 2002    | 2006    | 2008    | 2009    |
| ------- | ------- | ------- | ------- | ------- | ------- | ------- | ------- | ------- |
| 17 528  | ↗36 046 | ↗36 306 | ↗37 132 | ↗43 557 | ↘34 555 | ↘33 400 | ↘33 096 | ↘32 317 |
| 2010    | 2011    | 2012    | 2013    | 2014    | 2015    | 2016    | 2017    | 2018    |
| ↘30 281 | ↘30 250 | ↘29 639 | ↘29 068 | ↘28 610 | ↘28 261 | ↘28 011 | ↘27 626 | ↘27 295 |
| 2019    | 2020    | 2021    | 2022    | 2023    | 2024    |         |         |         |
| ↘26 723 | ↘26 339 | ↘25 433 | ↘25 182 | ↘24 807 | ↘24 478 |         |         |         |

Население района по переписи 2002 года составило 34 555 человек (6-е место среди районов Приморья). Из них 16 299 мужчин и 18 256 женщин. Крупнейшие населённые пункты района (на 2002 год): село Хороль (11 519 человек) и посёлок городского типа Ярославский (10 254 человек).
Национальный состав района по данным переписи населения 1939 года: украинцы — 57,8 % или 9 071 чел., русские — 45,5 % или 7 973 чел.
Количество родившихся и умерших (абсолютные цифры)

### Урбанизация
Городское население (посёлок городского типа Ярославский) составляет  32,98 % от всего населения района.

## Населённые пункты
В Хорольском районе (муниципальном округе) 25 населённых пунктов, в том числе 1 городской населённый пункт (посёлок городского типа) и 24 сельских населённых пункта (из них 22 села, 1 железнодорожный разъезд и 1 железнодорожная станция):
| №  | Населённый пункт | Тип         | Население | бывшее муниципальное образование   |
| -- | ---------------- | ----------- | --------- | ---------------------------------- |
| 1  | Ярославский      | пгт         | ↘8074     | Ярославское городское поселение    |
| 2  | Берёзовка        | село        | ↘244      | Лучкинское сельское поселение      |
| 3  | Благодатное      | село        | ↘763      | Благодатненское сельское поселение |
| 4  | Вознесенка       | село        | ↗1537     | Ярославское городское поселение    |
| 5  | Дальзаводское    | село        | ↘234      | Ярославское городское поселение    |
| 6  | Камышовка        | село        | ↗125      | Ярославское городское поселение    |
| 7  | Ленинское        | село        | ↘507      | Хорольское сельское поселение      |
| 8  | Луговой          | село        | ↘239      | Хорольское сельское поселение      |
| 9  | Лукашёвка        | село        | ↘123      | Хорольское сельское поселение      |
| 10 | Лучки            | село        | ↘863      | Лучкинское сельское поселение      |
| 11 | Малая Ярославка  | село        | ↘105      | Ярославское городское поселение    |
| 12 | Малые Лучки      | село        | ↘76       | Лучкинское сельское поселение      |
| 13 | Новобельмановка  | село        | ↘364      | Благодатненское сельское поселение |
| 14 | Новодевица       | село        | ↘1221     | Новодевицкое сельское поселение    |
| 15 | Петровичи        | село        | ↘331      | Сиваковское сельское поселение     |
| 16 | Поповка          | село        | ↘960      | Хорольское сельское поселение      |
| 17 | Прилуки          | село        | ↘522      | Благодатненское сельское поселение |
| 18 | Приозёрное       | село        | ↘326      | Благодатненское сельское поселение |
| 19 | Сиваковка        | село        | ↘945      | Сиваковское сельское поселение     |
| 20 | Старобельмановка | село        | ↘152      | Хорольское сельское поселение      |
| 21 | Стародевица      | село        | ↘102      | Новодевицкое сельское поселение    |
| 22 | Усачёвка         | село        | ↘170      | Благодатненское сельское поселение |
| 23 | Хороль           | село        | ↘9742     | Хорольское сельское поселение      |
| 24 | Хорольск         | ж/д станция | ↘401      | Хорольское сельское поселение      |
| 25 | 12-й км          | ж/д разъезд | ↗7        | Лучкинское сельское поселение      |

## Муниципальное устройство
В рамках организации местного самоуправления в границах района функционирует Хорольский муниципальный округ (с 2004 до 2020 гг. — Хорольский муниципальный район).
В составе образованного в ноябре 2004 года муниципального района были созданы 6 муниципальных образований, в том числе 1 городское поселение и 5 сельских поселений. Законом Приморского края от 27 апреля 2015 года, были упразднены Новодевицкое и Сиваковское сельские поселения и включены в Хорольское сельское поселение. 
| № | Муниципальное образование          | Административный центр | Количество населённых пунктов | Население (чел.) | Площадь (км²) |
| - | ---------------------------------- | ---------------------- | ----------------------------- | ---------------- | ------------- |
| 1 | Ярославское городское поселение    | пгт Ярославский        | 5                             | 9856             | 336,00        |
| 2 | Благодатненское сельское поселение | село Благодатное       | 5                             | 1784             | 569,20        |
| 3 | Лучкинское сельское поселение      | село Лучки             | 4                             | 991              | 163,00        |
| 4 | Хорольское сельское поселение      | село Хороль            | 11                            | 13 708           | 497,40        |

В 2020 году все поселения были упразднены и вместе со всем муниципальным районом преобразованы путём их объединения в муниципальный округ.

## Экономика
Основа экономики района — сельское хозяйство мясо-молочного направления, заготовка кормов.

## Транспорт
В районе развита сеть автодорог, связывающая его с соседними районами. Через район также проходит железнодорожная линия «Сибирцево—Турий Рог», крупнейшая станция — Хорольск.

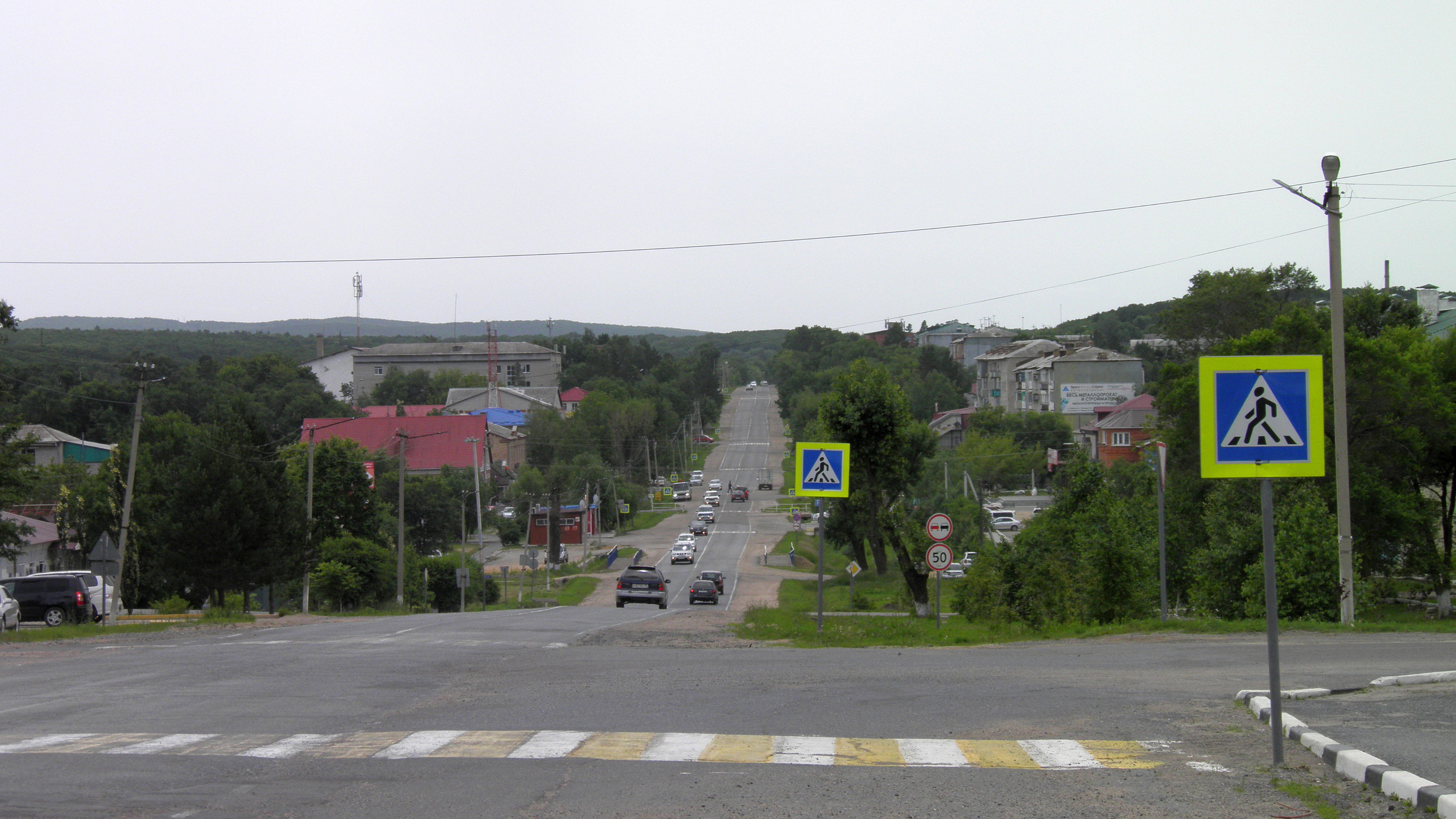
Село Хороль, ул. Ленинская
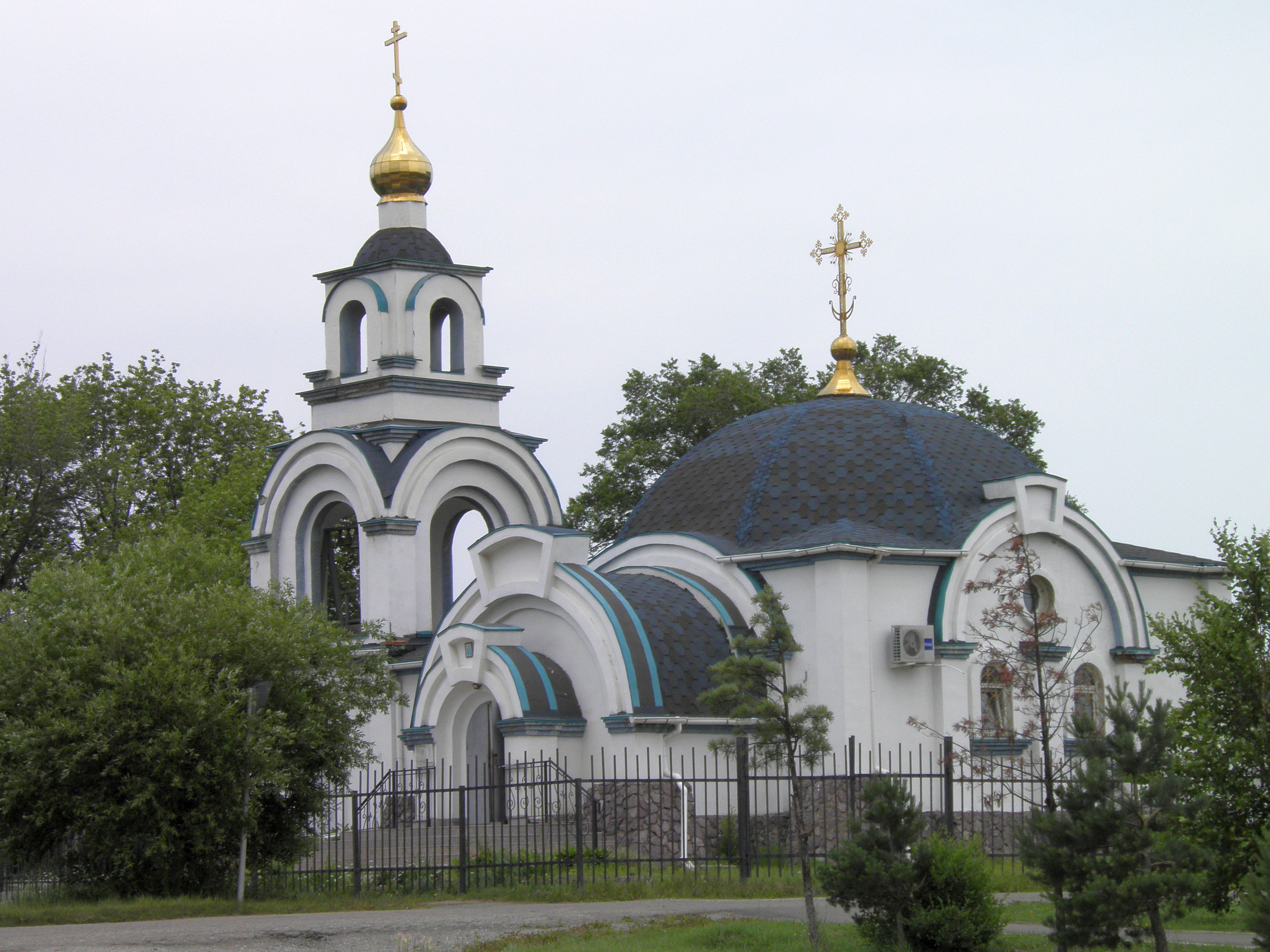
Село Хороль, ул. Ленинская, 81
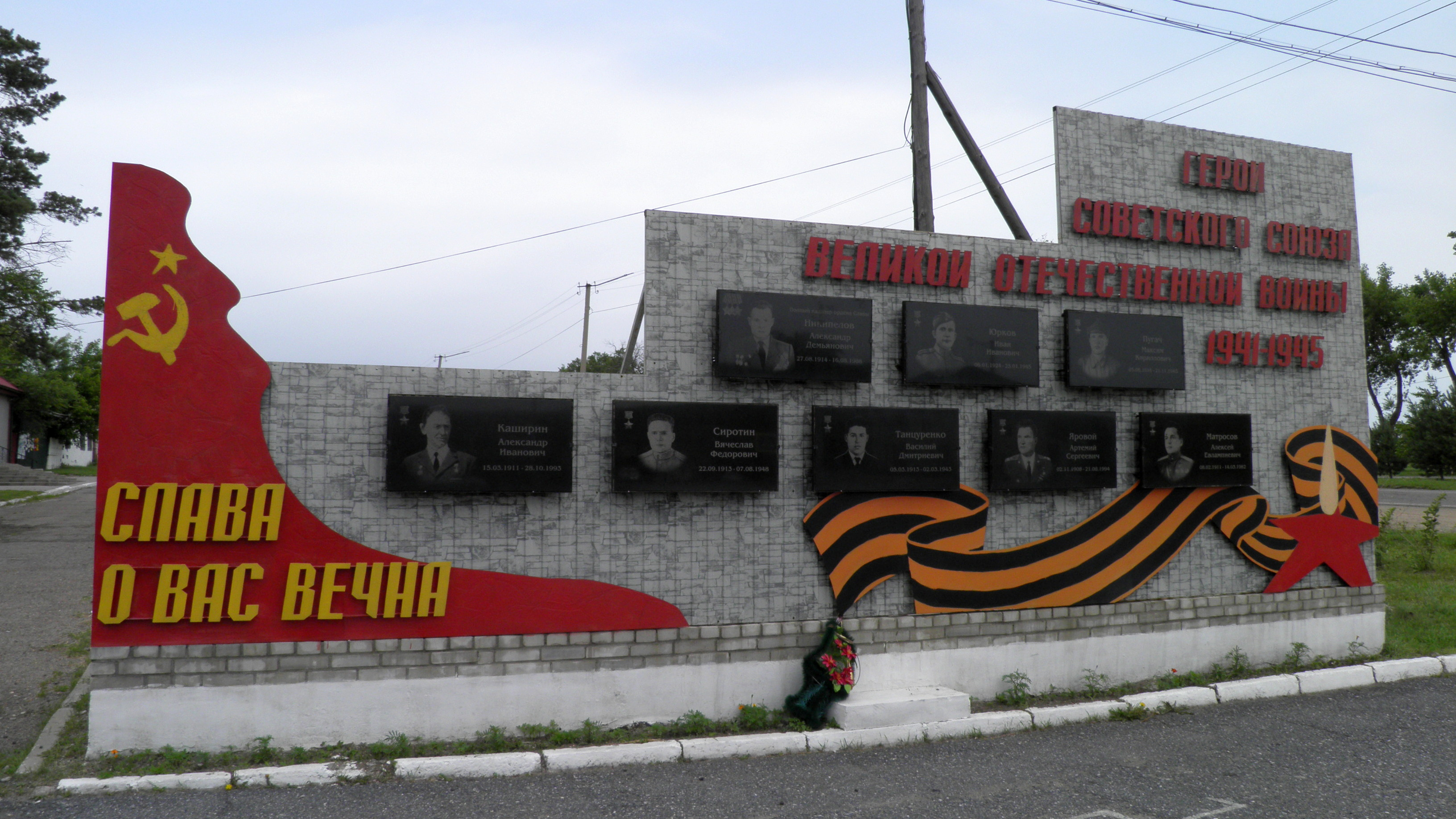
Село Хороль, ул. Ленинская. Мемориал Великой Отечественной войны
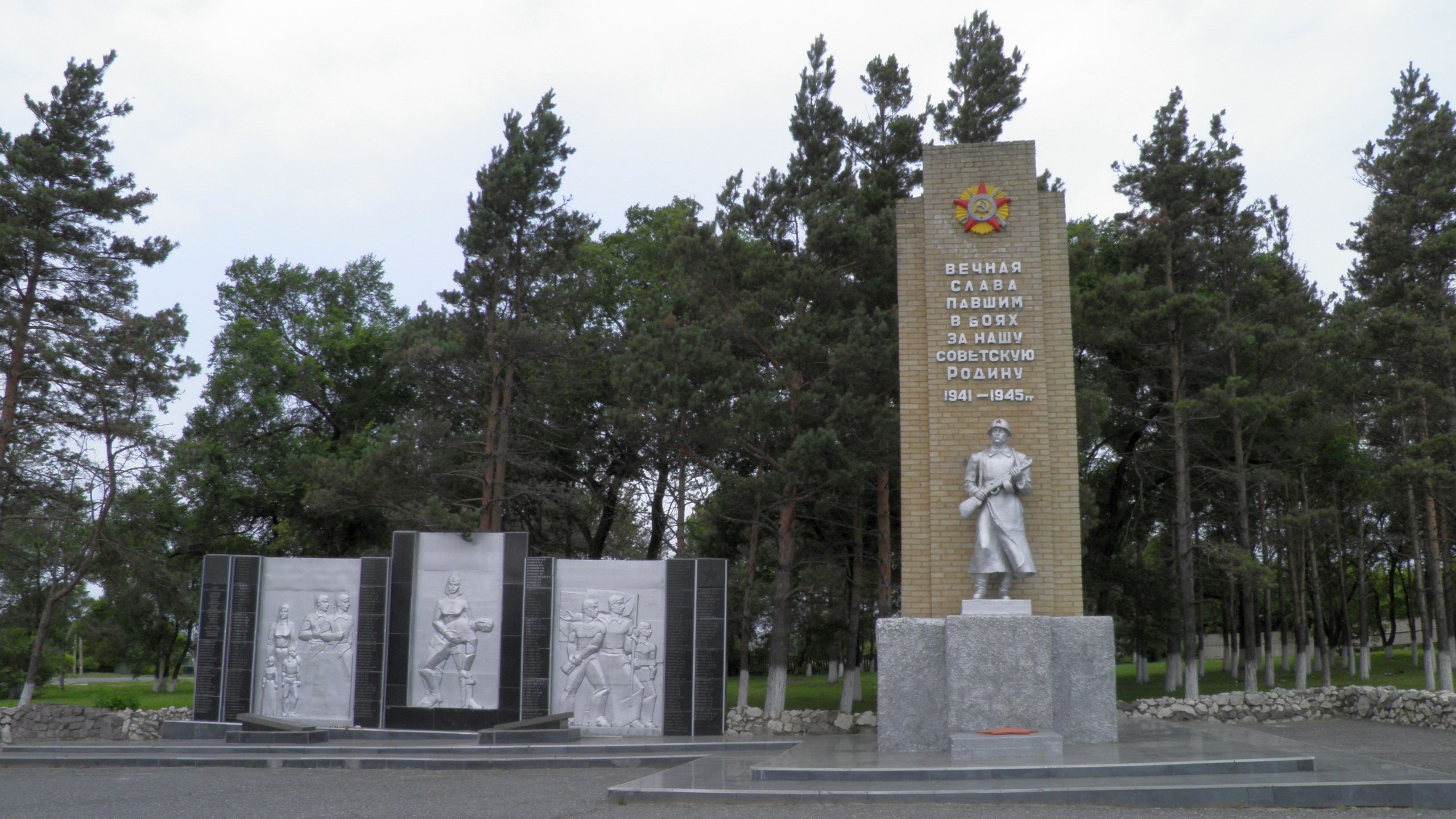
Село Хороль, ул. Ленинская. Мемориал Великой Отечественной войны
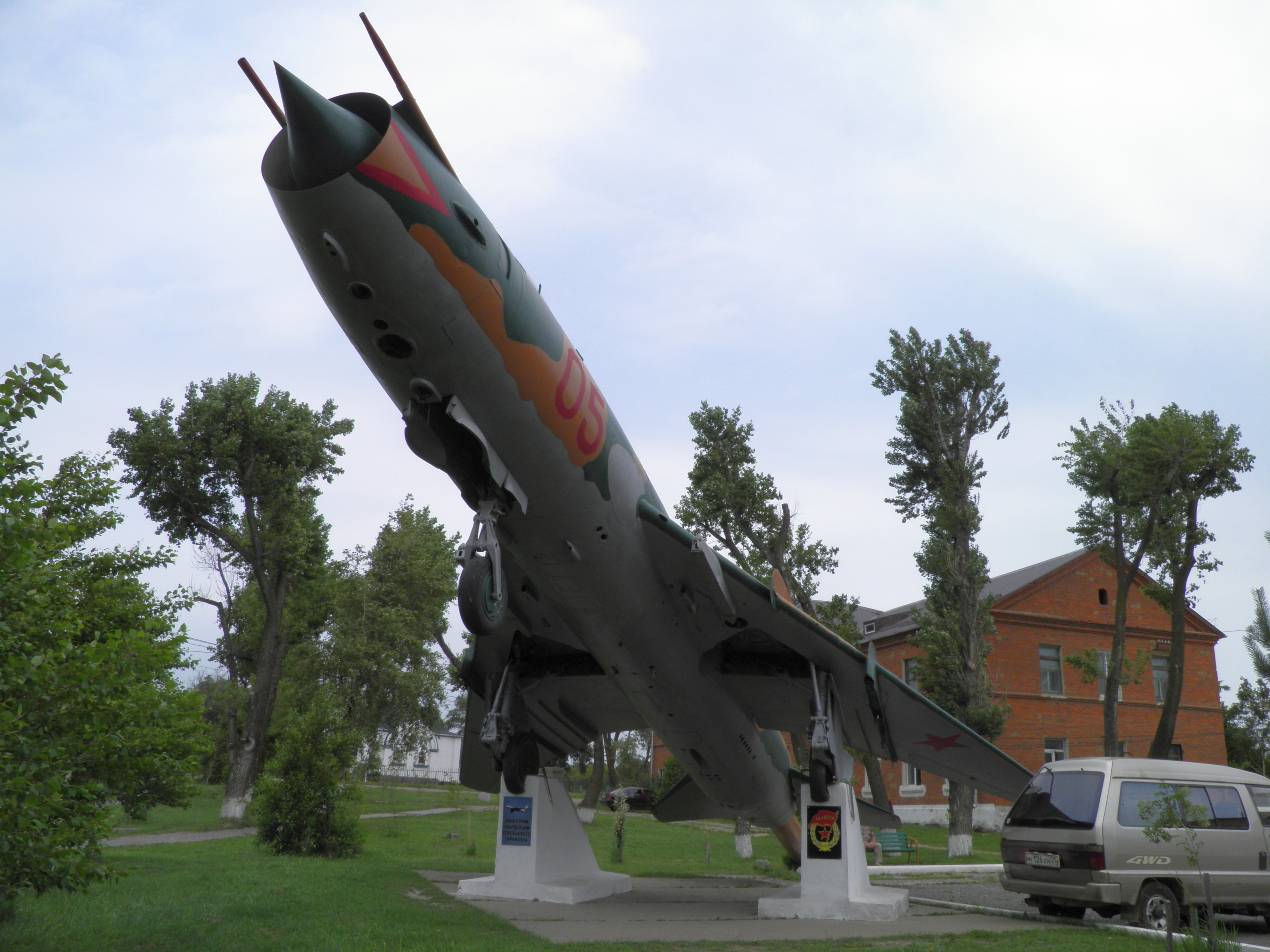
Село Хороль, ул. Ленинская 77. Самолет Су-17М
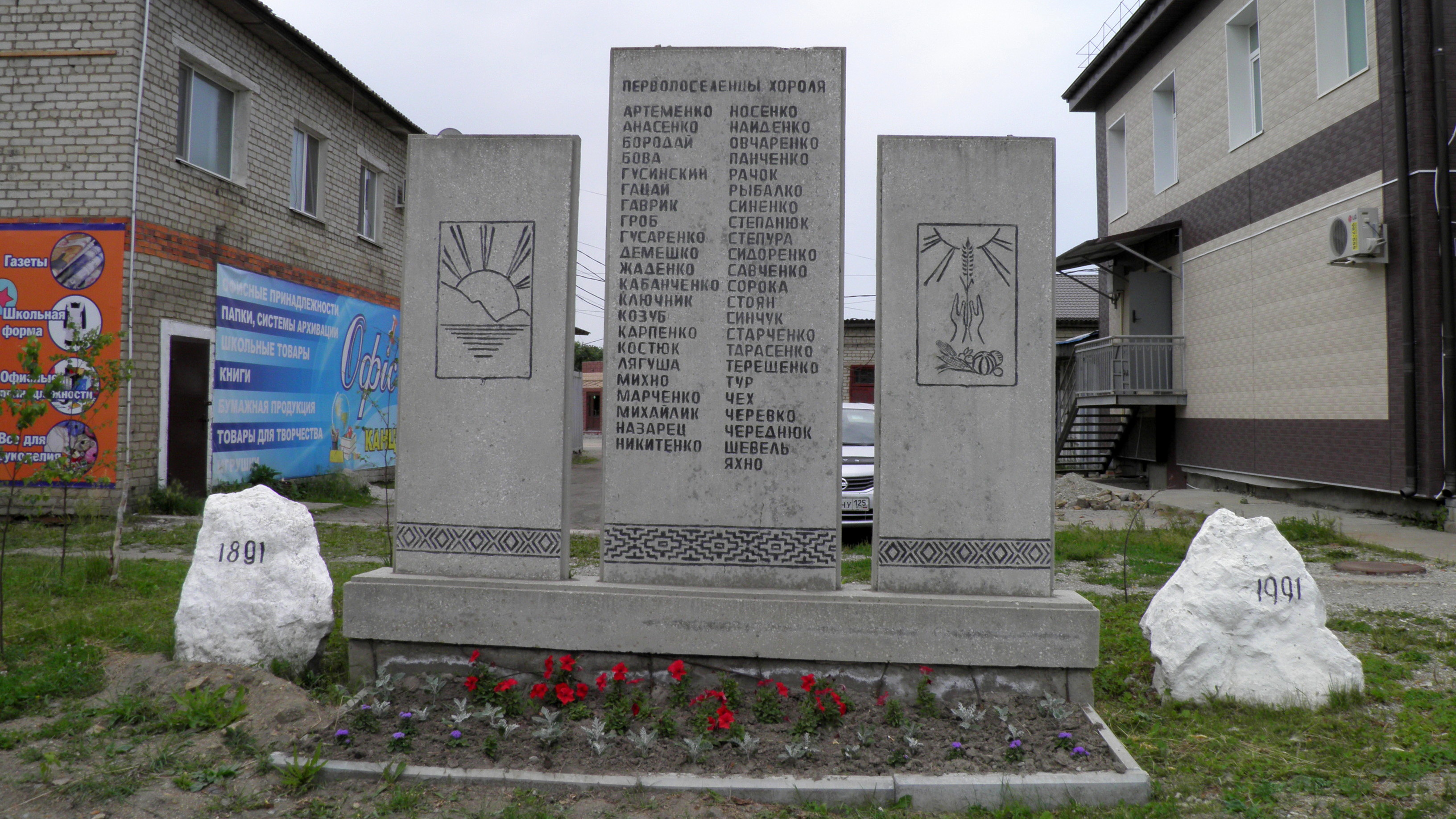
Село Хороль, ул. Ленинская. Плита, установленная в честь 100-летия Хороля
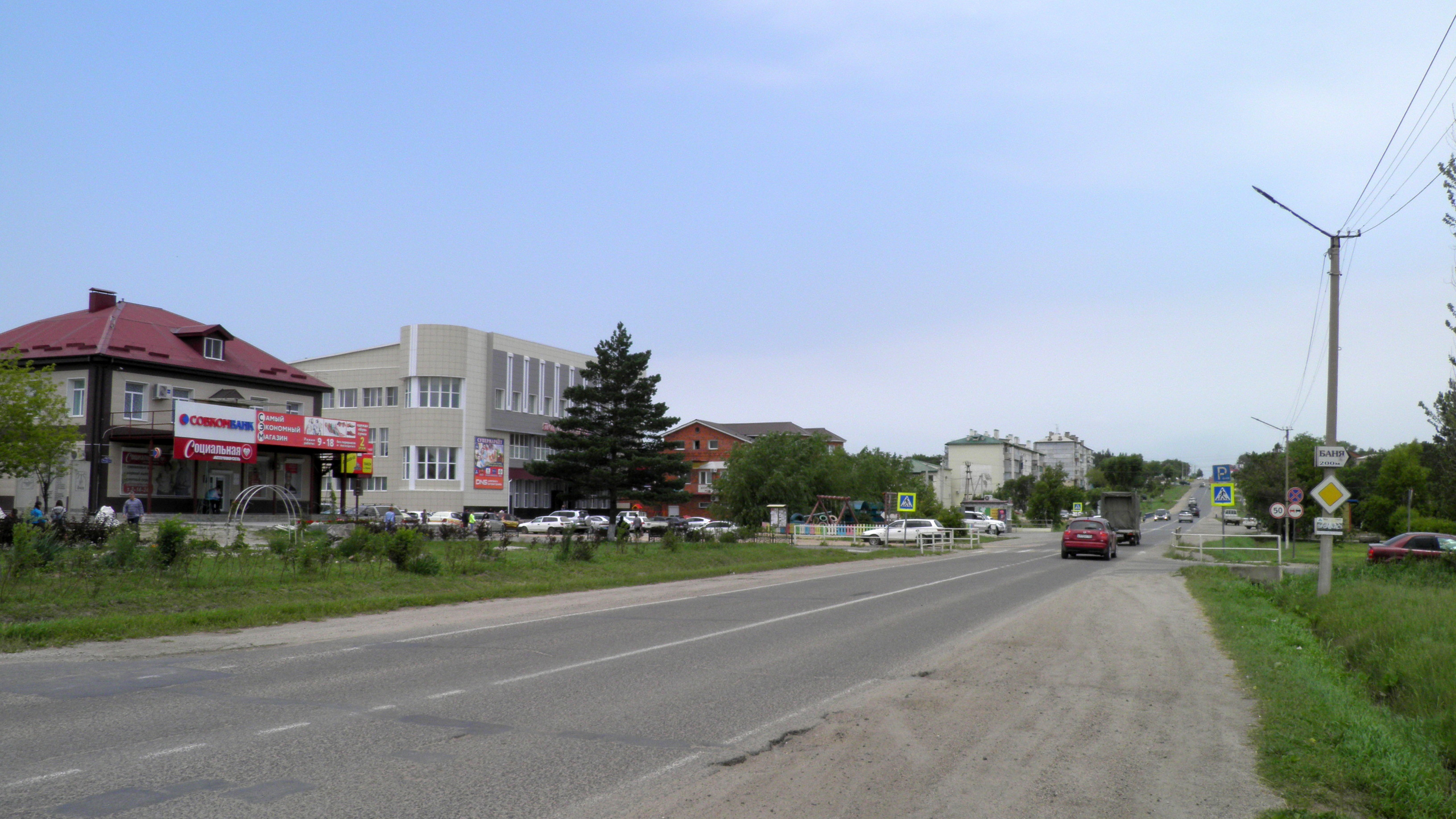
Село Хороль, ул. Ленинская около дома 59
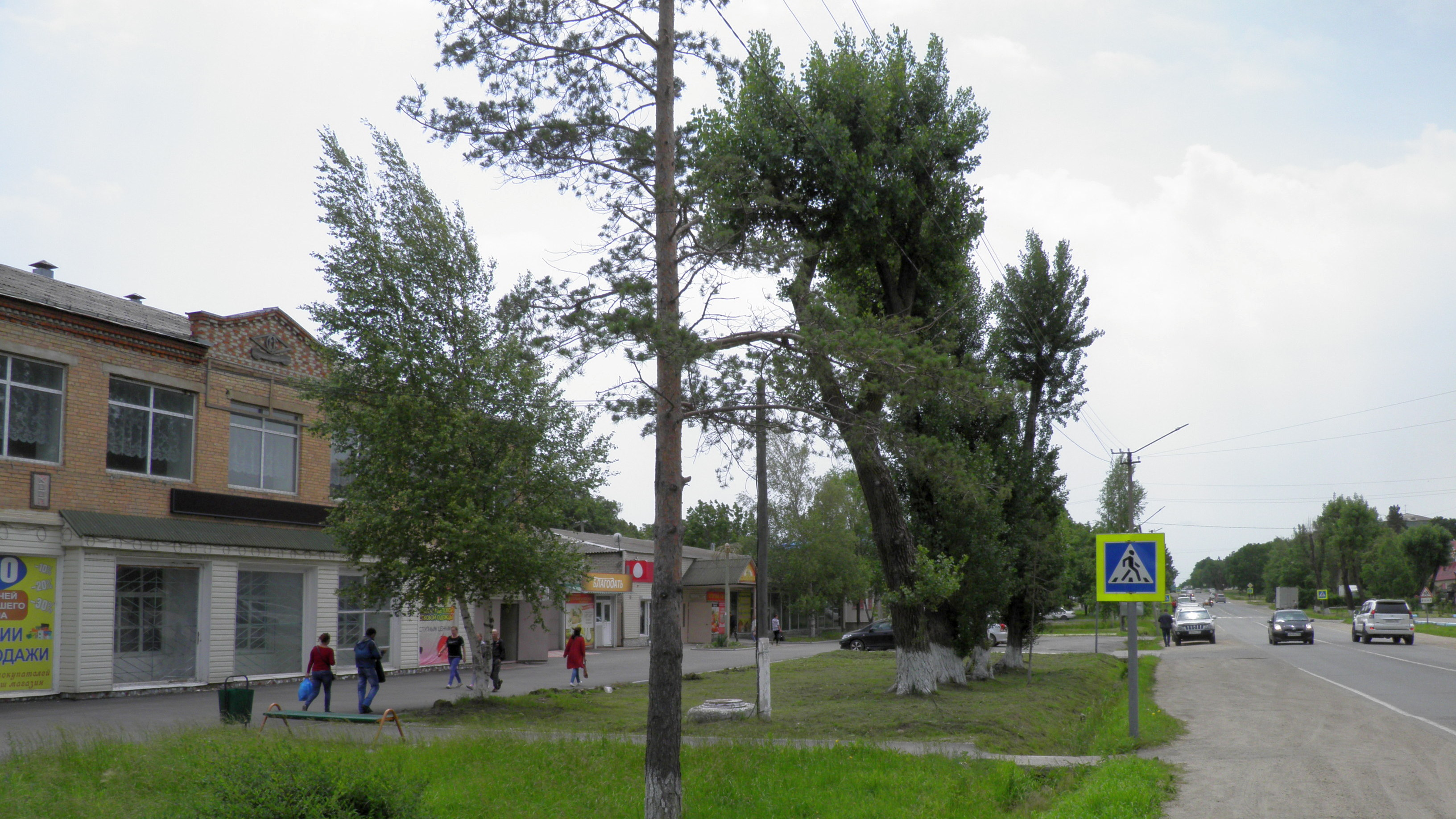
Село Хороль, ул. Ленинская около дома 59